# Alburn

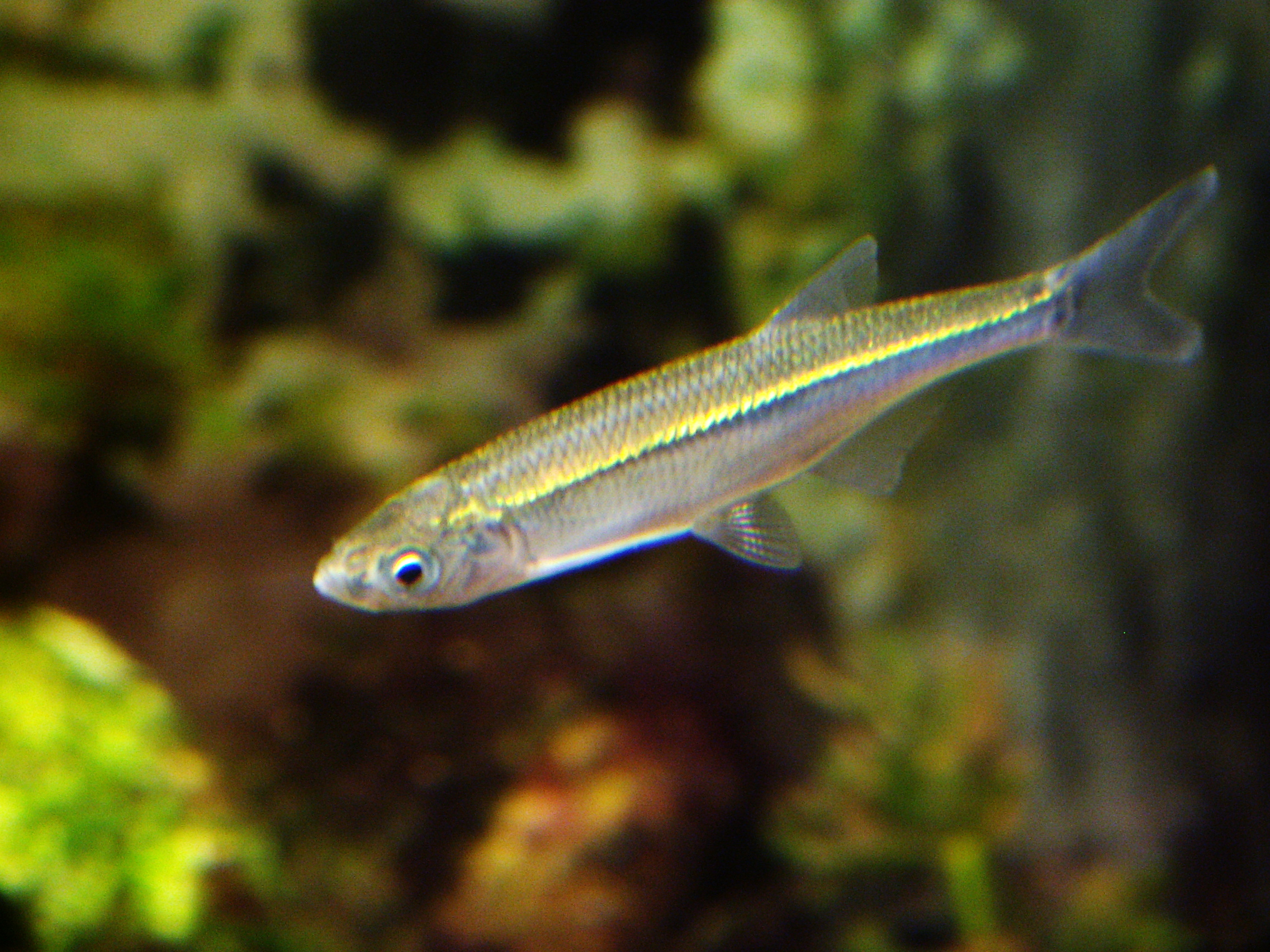
Aleví

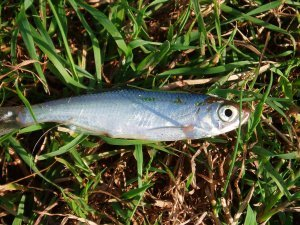
Exemplar d'alburn

L'alburn (Alburnus alburnus) és una espècie de peix cipriniforme de la família dels ciprínids.

## Morfologia
Espècie de mida petita que sol assolir 15 cm de longitud, amb una talla màxima de 25 cm. Pot arribar a pesar un màxim de 100g.
El cos és allargat i comprimit lateralment. Té una boca súpera. El peduncle caudal és llarg i estret. L'aleta dorsal és curta amb 8 radis ramificats i l'aleta anal és llarga amb 16-19 radis ramificats. Les escates són grans. Tot el cos és de color platejat mentre que les escates són de color transparent. Sota les escates dominen els colors verdosos.
La maduresa sexual arriba als 2 anys de vida tant de mascles com de femelles. El mascle i la femella es poden diferenciar principalment en l'època d'aparellament, ja que el mascle presenta uns petits grans al cap que li desapareixen dies després de la reproducció.

## Habitat
Viu en rius, llacs i embassaments. Prefereix zones amb poc corrent però neda constantment en grups de més de 100 exemplars. És una espècie gregària que viu a prop de la superfície.

## Reproducció
El període de fresa d'aquesta espècie depèn de la temperatura de l'aigua. Es dona des dels mesos de maig fins a juny. Els ous són dipositats a la nit, prop de la riba, bé sobre plantes aquàtiques o sobre la graveta del fons. Dipositen una mitjana de 400 ous.

## Alimentació
És omnívor i oportunista. S'alimenta bàsicament de zooplàncton encara que també es pot alimentar d'invertebrats, especialment crustacis i insectes (larves i adults).

## Distribució geogràfica
Habita em molts rius de la península Ibèrica. En aquests moments a Catalunya és present en el 50% de les conques, principalment embassaments.
La distribució geogràfica nativa és Europa amb excepció de les regions septentrionals (Finlàndia, Noruega) i meridionals (Espanya, Portugal, centre d'Itàlia i Iugoslàvia). En l'actualitat és present als Estats Units, Espanya, Itàlia i Gran Bretanya.

## Introducció
Es va introduir a Catalunya a la dècada dels noranta. Ha estat introduït amb finalitats aparentment esportives però també degut a la necessitat del silur, una altra espècie invasora que necessita grans quantitats de menjar per sobreviure.

## Problemàtica
L'alburn afecta negativament a les espècies autòctones.
Provoca un impacte ecològic important, ja que va amb grups d'aproximadament un centenar d'individus que s'alimenten en zones concretes provocant una gran desertització.